# 蕭寶玄
蕭寶玄（480年代—500年6月22日），字智深，齊明帝蕭鸞第三子，母为明敬皇后劉惠端。
建武元年十一月庚辰（494年12月22日），封江夏王。出任征虏将军，领石头戍事。同月壬辰（495年1月3日），改任持节、都督郢、司二州军事、西中郎将、郢州刺史，張弘策為行參軍。永泰元年（498年），還任征虏将军，领石头戍事。後进号镇军将军，傅映為參軍事。
永元元年八月己未（499年9月6日），进號车骑将军，改任使持节、都督南徐兖二州军事、南徐、兖二州刺史。
蕭寶玄娶尚书令徐孝嗣之女为妃。徐孝嗣被蕭寶卷誅殺后，江夏妃徐氏也被賜死。於是，蕭寶卷將自己的兩名姬妾送給蕭寶玄，對此，蕭寶玄感到很怨恨，想取而代之。永元二年（500年），崔慧景起兵，派使者联络萧宝玄表示想拥立他。萧宝玄以为崔慧景必败，杀了崔慧景的使者，调动将吏守城。萧宝卷以为他忠于自己，派马军主戚平、外监黄林夫助守。崔慧景将要渡江后，萧宝玄又以为崔慧景有望成功，杀了司马孔矜、典签吕承绪及戚平、黄林夫，开门接纳崔慧景，派长史沈佚之、谘议柳憕分部军众，乘八扛舆，手执绛麾幡。崔慧景進攻建康，遥废萧宝卷为吴王。萧宝玄随崔慧景到京师，住东城，百姓多来投奔。但齐武帝孙巴陵王萧昭胄也来投后，崔慧景便犹豫了不知道立谁为帝。豫州刺史萧懿起兵救援，崔慧景戰敗被殺。
萧宝卷得到投靠萧宝玄和崔慧景的名单，说：“江夏王尚且如此，岂能再怪罪别人。”下令烧了。萧宝玄逃奔数日后出来自首，萧宝卷召他进入后堂，让众人用步障碍裹着他、令数十侍臣鸣鼓角驰绕于外，派人对他说：“这就是你近日包围我的样子。”永元二年五月己酉（500年6月22日），蕭寶玄被蕭寶卷誅殺。

## 延伸阅读
[在维基数据编辑]
 《南齊書·卷50》，出自萧子显《南齊書》